# 高島進
高島 進（たかしま すすむ、1933年2月11日 - 2016年5月24日）は、日本の社会福祉学者、日本福祉大学名誉教授。九条の会会員。

## 来歴
東京日本橋馬喰町生まれ。幼児小児麻痺で脚が不自由になる。東京大空襲の際、長兄は電話で東条英機を罵り、逮捕されて獄死。1956年東京大学文学部西洋史学科卒業、在学中東大セツルメントの中央書記を務め、卒業とともに中部社会事業短期大学助手、1957年四年制に移行し日本福祉大学助手、助教授、教授、2004年定年退任、名誉教授、関西国際大学教授。

## 著書
- 『社会保障と社会福祉 その歴史と現実』汐文社・新社会学双書 1970
- 『現代の社会福祉理論 国家独占資本主義と社会福祉』ミネルヴァ書房　1973
- 『イギリス社会福祉発達史論』ミネルヴァ書房　1979
- 『社会福祉の理論と政策 現代社会福祉政策批判』ミネルヴァ書房・新社会福祉選書 1986
- 『超高齢社会の福祉』大月書店・科学全書 1990
- 『社会福祉の歴史 慈善事業・救貧法から現代まで』ミネルヴァ書房・社会福祉基本図書 1995
- 『アーノルド・トインビー』シリーズ福祉に生きる　大空社 1998

### 共編著
- 『社会事業の歴史』吉田久一共著　誠信書房　1964　社会福祉事業シリーズ
- 『社会福祉の基礎知識 概念・制度・課題の把握』編集代表:小倉襄二,小松源助と、有斐閣 1973
- 『社会福祉学を学ぶ 権利としての社会福祉』小川利夫,高野史郎共編　有斐閣選書 1976

### 翻訳
- アーサー・グールド『福祉国家はどこへいくのか 日本・イギリス・スウェーデン』山根祥雄共訳 ミネルヴァ書房 福祉ライブラリー 1997
- ヴィック・ジョージ,スチュアート・ミラー編著『福祉と財政 いかにしてイギリスは福祉需要に財政を調整してきたか?』監訳　都市文化社　1997